# HD 91280
HD 91280，又名CD-27 7503，SAO 178938、HR 4130，是一颗恒星，视星等为6.05，位于銀經269.04，銀緯25.3，其B1900.0坐标为赤經10h 27m 9.2s，赤緯-27° 25.3′ 23″。